# Pa (lok)
Pa-lok är en loktyp som tillverkades av Allmänna Svenska Elektriska Aktiebolaget (ASEA) i samarbete med Vagn- & Maskinfabriken i Falun för Statens Järnvägar och dess trafik på Malmbanan.

## Historia
Malmbanan var den första statliga järnvägen som elektrifierades i Sverige och till trafiken där beställdes två lok av typ P som levererades 1914 respektive 1915, dessa lok blev sedermera SJ 27 och SJ 28. Lokens uppgift bestod i att framfört allt köra malmtågen men stod även för dagliga persontåg. Litterat ändrades så småningom till Pa och loken togs ur trafik i slutet av 1950-talet. SJ Pa 27 finns numera bevarat på Sveriges Järnvägsmuseum i Gävle.

## Teknik
Pa-loken byggdes med axelföljden 2'B2' d.v.s. två boggier försedda med löpaxlar om två koppelstångsdrivna drivhjul i mitten, detta för att få så bra gångegenskaper som möjligt. Loken. som kunde komma upp i 100 km/h. var klädda i trä och ett tunt plåtlager.